# Луї Карре
Луї Карре (фр. Louis Carré, 7 січня 1925, Льєж — 10 червня 2002, Льєж) — бельгійський футболіст, що грав на позиції захисника за «Льєж» і національну збірну Бельгії.
Дворазовий чемпіон Бельгії. 

## Клубна кар'єра
У дорослому футболі дебютував 1945 року виступами за команду клубу «Льєж», кольори якої і захищав протягом усієї своєї кар'єри гравця, що тривала п'ятнадцять років. 
Помер 10 червня 2002 року на 78-му році життя у рідному Льєжі.

## Виступи за збірну
1948 року дебютував в офіційних матчах у складі національної збірної Бельгії. Протягом кар'єри у національній команді, яка тривала 11 років, провів у формі головної команди країни 48 матчів.
У складі збірної був учасником чемпіонату світу 1954 року у Швейцарії, де виходив на поле в обох матчах своєї команди.

## Титули і досягнення
- Чемпіон Бельгії (2):

«Льєж»: 1951-1952, 1952-1953